# Vlkovce
Vlkovce es un municipio del distrito de Kežmarok en la región de Prešov, Eslovaquia, con una población estimada a final del año 2024 de 494 habitantes.
Se encuentra ubicado al noroeste de la región, cerca del río Poprad (cuenca hidrográfica del río Vístula) y de la frontera con Polonia.

## Demografía
| Año        | 1994 | 2004     | 2014    | 2024    |
| ---------- | ---- | -------- | ------- | ------- |
| Población  | 383  | 444      | 480     | 494     |
| Diferencia |      | +15,92 % | +8,10 % | +2,91 % |

| Año        | 2023 | 2024    |
| ---------- | ---- | ------- |
| Población  | 494  | 494     |
| Diferencia |      | −1,42 % |